# 张德和
张德和（1929年—），男，上海人，中国高分子化学家，曾任中国科学院化学研究所研究员、博士生导师，中国化学会副秘书长。